# Anali Franačkog Kraljevstva
Anali Franačkog Kraljevstva (lat. Annales regni Francorum), poznati i kao Veliki lorški anali (lat. Annales Laurissensses maiores) ili Franački ljetopisi, srednjovjekovna zbirka kronika na latinskom jeziku sastavljenih na teritoriju karolinške Franačke. Anali obrađuju razdoblje od smrti kralja Karla Martela († 741.) pa do početka krize za vladavine kralja Luja I. Pobožnog. Autori anala su nepoznati, iako se autorstvo pokušavalo pripisati Arnu od Salzburga. Međutim, vjeruje se da su anali nastali u nastavljajućim cjelinama, a potom su bili povezani u cjelinu.
Anali su sačuvani u brojnim verzijama i bili su rašireni diljem Franačke, ali nijedan od rukopisa ne predstavlja originalni primjerak. Sustavno su podijeljeni u pet verzija, s obzirom na svoje osobitosti.

## Sadržaj
Anali daju opis događaja za svaku godinu s glavnim fokusom na karolinšku monarhiju te daje osvrt na pad dinastije Merovinga i uspon Pipina Malog (754. – 768.) na franačko kraljevstvo prijestolje. Budući da su autori kronike vjerojatno bili službenici na kraljevskom dvoru, u analima su glorificirali franačke vojne uspjehe, cenzurirali poraze i naglašavali karolinški utjecaj na ostvarivanje mira i širenja kršćanstva. Kronike obrađuju najdetaljnije vojne kampanje Karla Velikog (768. – 814.) i hvale njegovu ulogu u tim pohodima, dok s druge strane ističu da je njegov sin Luj Pobožni (814. – 840.) radije motivirao druge na vođenje bitki i ratova, a manje se sam angažirao u njima.
Sadržaj anala je najvjerojatnije napisan u četiri faze i naslučuje postojanje barem toliko anonimnih autora. Njihovi zapisi se mogu omeđiti s razdobljima 741. – 795., 796. – 807., 808. – 819. i 820. – 829. Prvi dio se poklapa s nastavljačima Fredegarove kronike i vjeruje se da su anali u tom dijelu imali spomenutu kroniku kao izvor. Autori su nepoznati, ali je vjerojatno da se radilo o redovnicima iz kraljevske kapele. Drugi dio su napisali autor ili autori koji su bili suvremenici razdoblja kojeg opisuju i obiluje brojnijim detaljima. Uglavnom je usredotočen na Karla Velikom pa se i u tom slučaju nagađa da su autori crkveni službenici na kraljevskom dvoru.
Treći dio je napisao autor koji je imao bolje znanje latinskog jezika te je ne samo napisao treći dio, već je napravio i poboljšane prijepise ranijih dijelova anala. Četvrti dio je naglo prekinut nakon događaja od 829. godine pa se pretpostavlja da bi autor tog dijela mogao biti Hilduin od Svetog Denisa, pariški biskup i kapelan na dvoru franačkog kralja Luja Pobožnog. Budući da je Hilduin bio upleten u sukobe između kralja Luja Pobožnog i njegovih sinova 830. godine, nakon čega je napustio carevu službu i bio prognan, to bi moglo objasniti iznenadni završetak kronike.

## Nastavci
Događaji iz Anala Franačkog Kraljevstva nastavljaju se opisom događaja poslije 829. godine u Bertinskim ljetopisima (Annales Bertiniani) za razdoblje od 830. do 882. godine i čine neposredan i službeni nastavak, Fuldskim ljetopisima (Annales Fuldenses) za razdoblje od 829. do 901. godine i Xantenskim ljetopisima (Annales Xantenses) za razdoblje od 832. do 873. godine koji je uglavnom neovisan u prikazu događaja u odnosu na druga dva nastavka,.

## Značaj Anala za hrvatsku povijest ranog srednjeg vijeka
U Analima postoji nekoliko zanimljivih crtica koje se odnose na hrvatsku povijest ranog srednjeg vijeka. Za godinu 796. spominje nekog Vojnomira Slavena na području Panonije koji se identificira najčešće ili kao donjopanonski knez ili kao slavenski vojni zapovjednik u franačkoj vojsci, ali ne i vladar nekog od slavenskih plemena ili kao knez Kranjske. Erik od Furlanije je poslao Vojnomira s vojskom u Panoniju, u kraj između Dunava i Tise, gdje je opustošio i opljačkao avarski teritorij.
Za godinu 806. navodi se kako su mletački duždevi Willeri i Beatus te zadarski knez Pavao i biskup Donat, kao poslanici Dalmacije došli na carev dvor s velikim darovima te je Karlo Veliki sklopio sporazum s njima. Događaji za 809. godinu opisuju sukob između Franaka i Bizanta u kojima se opisuje da se bizantsko brodovlje najprije iskrcalo u Dalmaciji, a potom krenulo za Veneciju. Nadalje se navodi da je kralj Pipin, sin Karla Velikog, potaknut izdajom Venecije poslao 810. godine vojsku na grad, a nakon što je prihvatio predaju, poslao je brodovlje da pustoši obale Dalmacije.
Anali za 818. godinu spominju poslanstvo slavenskih knezova na dvoru franačkog cara Luja Pobožnog. Među njima bili su knez Borna i donjopanonski knez Ljudevit Posavski koji se žalio caru na zločine furlanskog markgrofa Kadolaha nad njegovim podanicima. Sljedeće godine, Ljudevit se, po pisanju Anala, dignuo na ustanak protiv franačke vlasti, a kada je ostvario uspjehe na bojnom polju, poslao je poslanike na carski dvor s uvjetima o miru. Međutim, car je odbio primiti tražene uvjete i poslao je svoje koje je Ljudevit odbio i nastavio s pobunom. U ožujku 819. godine umro je markgrof Kadolah, a zamijenio ga je grof Baldrik koji je krenuo s vojskom prema Karantaniji gdje je naišao na Ljudevitovu vojsku i zametnuo sukob. Dalje se navodi kako se dalmatinski knez Borna sukobio s Ljudevitom Posavskim na rijeci Kupi te su ga napustili njegovi Guduščani, nakon čega su ga spasili njegovi pretorijanci. U bitci je poginuo Dragomuž, Ljudevitov punac koji je na početku sukoba prebjegao na Borninu stranu. Guduščani su se vratili kućama te ih je Borna opet pokorio svojoj vlasti. Anali dalje pripovijedaju da je Ljudevit u prosincu provalio s vojskom u Dalmaciju i poharao je ognjem i mačem. Borna je uvidio da mu se ne može oduprijeti na bojnom polju pa se uklonio zaštiti svojih utvrda te je gerilski napadao Ljudevitove snage. Nakon što je pretrpio brojne gubitke, Ljudevit se povukao iz Dalmacije zajedno s plijenom i zarobljenicima te je obavijestio cara o svom pohodu.
U siječnju 820. godine, franački car Luj Pobožni je odlučio poslati tri vojske na pobunjenog Ljudevita, a u dogovoru je sudjelovao i knez Borna. U proljeće je car poslao tri vojske, od kojih je prva išla preko Noričkih Alpi, druga kroz Karantaniju, a treća kroz Bavarsku i Gornju Panoniju. Vojna kampanja nije rezultirala uspjehom, jer se Ljudevit sklonio u svoje utvrde. Poslije pljačke i pustošenja, franačka vojska se povukla natrag. U međuvremenu se Ljudevit razbolio zbog nehigijenskih uvjeta, a zbog pustošenja njegove zemlje izgubio je Kranjce i Karantance koji su se predali franačkom caru.
U veljači 821. godine održan je novi sastanak na kojem je odlučeno da će se opet poslati tri vojske na Ljudevita. Anali potom izvještavaju da je u međuvremenu umro dalmatinsko-liburnski knez Borna te da ga je na zahtjev naroda i pristanak cara naslijedio njegov nećak ili unuk Vladislav. U nastavku teksta kronika donosi izvještaj o nastavljenim franačkim sukobima s Ljudevitom koji nisu polučili rezultat.
U vijestima za 822. godinu, Anali navode da je franački car poslao vojsku iz Italije na Panoniju, zbog čega je Ljudevit napustio grad Sisak i prebjegao među Srbe, gdje je bio prijateljski primljen, ali je unatoč tome ubio njihova vladara i nakratko preuzeo vlast nad njima.

## Vanjske poveznice
- Annales regni Francorum – wikizvor (lat.)